# Summer Wishes, Winter Dreams
Summer Wishes, Winter Dreams (bra Lembranças; prt Desejos de Verão, Sonhos de Inverno) é um filme norte-americano de 1973, do gênero drama, dirigido por Gilbert Cates e estrelado por Joanne Woodward e Martin Balsam.

## Sinopse
Veterano da Segunda Guerra Mundial, Harry Walden leva uma vidinha monótona com a esposa Rita em Nova Iorque. Ele é um oftalmologista bem-sucedido, mas sente um vazio por dentro. Rita, por sua vez, está na menopausa e faz um balanço de sua existência e de sua maneira de relacionar-se com a mãe, com Harry e com os filhos alienados. O casal, então, parte para a Europa, na tentativa de desatar esses nós. Decidem visitar o campo de batalha, na França, onde Harry chegou a passar uma noite na companhia de três soldados nazistas mortos.

## Prêmios e indicações
| Prêmio             | Categoria                | Recipiente      | Resultado |
| ------------------ | ------------------------ | --------------- | --------- |
| Oscar 1974         | Melhor atriz             | Joanne Woodward | Indicado  |
| Oscar 1974         | Melhor atriz coadjuvante | Sylvia Sidney   | Indicado  |
| Globo de Ouro 1974 | Melhor atriz - drama     | Joanne Woodward | Indicado  |
| Globo de Ouro 1974 | Melhor ator coadjuvante  | Martin Balsam   | Indicado  |
| Globo de Ouro 1974 | Melhor atriz coadjuvante | Sylvia Sidney   | Indicado  |
| BAFTA 1975         | Melhor atriz             | Joanne Woodward | Venceu    |
| BAFTA 1975         | Melhor atriz coadjuvante | Sylvia Sidney   | Indicado  |

## Elenco
| Ator/Atriz      | Personagem         |
| --------------- | ------------------ |
| Joanne Woodward | Rita Walden        |
| Martin Balsam   | Harry Walden       |
| Sylvia Sidney   | Senhora Pritchett  |
| Tresa Hughes    | Betty Goody        |
| Dori Brenner    | Anna               |
| Ron Richards    | Bobby Walden       |
| Win Forman      | Fred Goody         |
| Peter Marklin   | Joel               |
| Nancy Andrews   | Senhora Hungerford |

## Produção e recepção
É o primeiro filme para o cinema de Sylvia Sidney desde Violent Saturday, de 1955.
Segundo Ken Wlaschin, Summer Wishes, Winter Dreams é o último dos dez melhores filmes de Joanne Woodward.